# Dzierżno (Pyskowice)
Dzierżno (niem. Sersno, 1936–45 Stauwerder) – część miasta i dzielnica Pyskowic położona na południowy zachód od centrum miasta, nad jeziorem Dzierżno. 
Liczy około 300 mieszkańców.

## Nazwa
Nazwa miejscowości wywodzi się od polskiej nazwy dzierżawa. Heinrich Adamy w swoim dziele o nazwach miejscowych na Śląsku wydanym w 1888 r. we Wrocławiu jako najstarszą nazwę wymienia Dzierżniów podając jej znaczenie Lehngut czyli w języku polskim dziedziczna dzierżawa. Nazwa została później fonetycznie zgermanizowana na Dziersno.
W alfabetycznym spisie miejscowości na terenie Śląska wydanym w 1830 r. we Wrocławiu przez Johanna Knie wieś występuje pod nazwami Nieder oraz Ober Dzierśno.

## Historia
Na terenie obecnej dzielnicy funkcjonowały w przeszłości odkrywkowe kopalnie piasku, w miejscu których utworzono później zbiorniki poeksploatacyjne Dzierżno Małe w 1938 roku na rzece Dramie i Dzierżno Duże w 1964 roku na Kłodnicy (nazywane również Taciszowskim). Były to piaskownie:
- "Rzeczyce" (istniejąca od 1938 do 1961 r.,)
- "Pyskowice" (istniejąca od 1913 do 1963 r.)[8]

W latach 1954–1959 wieś należała i była siedzibą władz gromady Dzierżno, po jej zniesieniu włączona do miasta Pyskowice, oprócz przysiółka Czerwionka, który włączono do miasta Łabędy. 

## Turystyka i rekreacja
W Dzierżnie nad zalewami wodnymi rozwija się turystyka i rekreacja stanowiąca doskonałą ofertę wypoczynkową dla mieszkańców okolicznych większych miast Górnego Śląska. W 2021 r. Jezioro Dzierżno Małe w kategorii najpiękniejsze jeziora i stawy metropolii wygrało internetowy plebiscyt pod nazwą "Skarby Metropolii", organizowany przez Radio Piekary.
Najpopularniejszym miejscem do odpoczynku są wybrzeża jezior oraz wyspa Tumidaj na Dzierżnie Małym. Rozwijają się tutaj ośrodki żeglarskie, yacht klub, hotele i restauracje oraz place kempingowe.

## Galeria

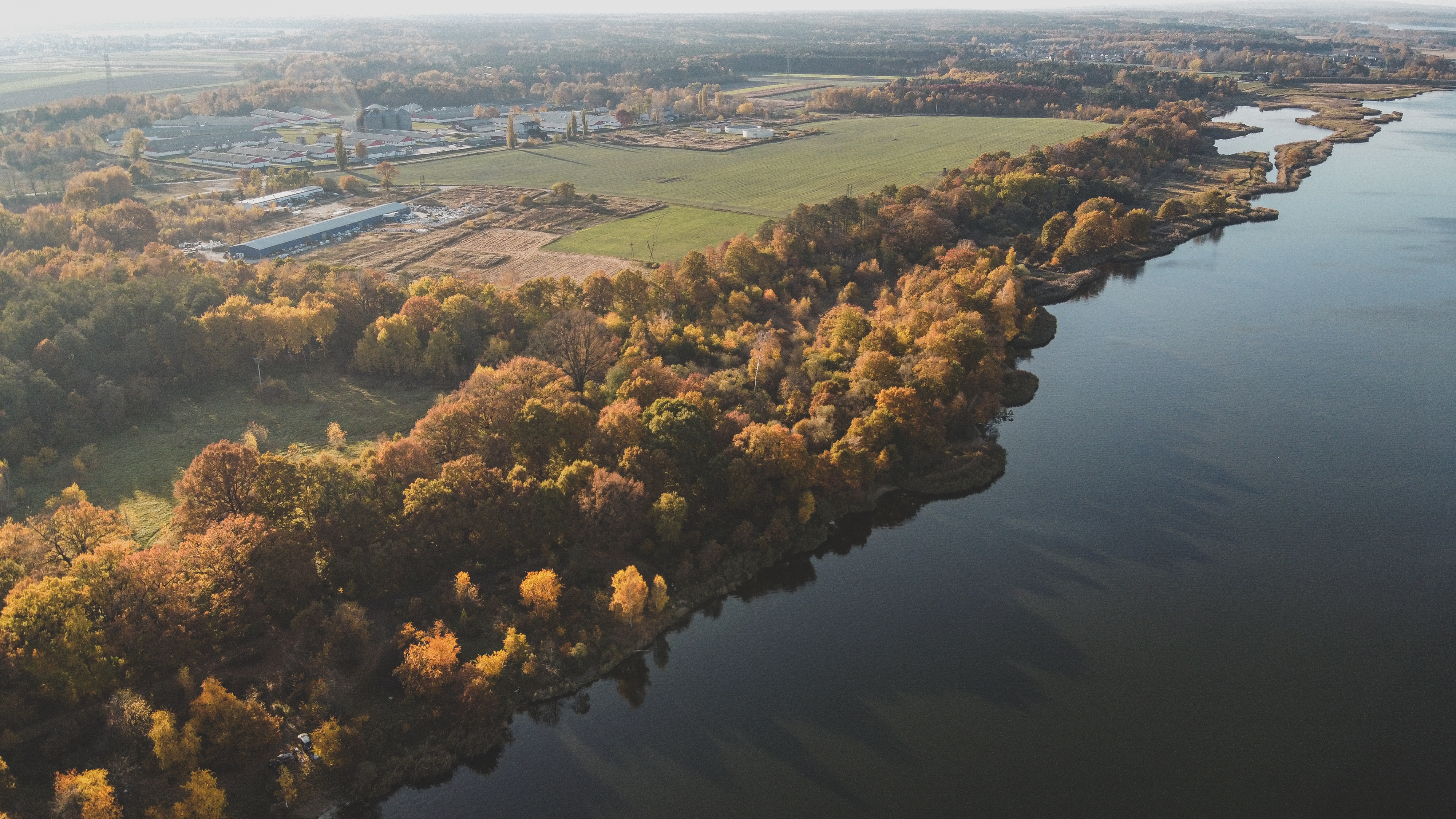
Jezioro Dzierżno Duże (Rzeczyce), widok w stronę Kleszczowa.
Jezioro Dzierżno Duże (Rzeczyce), paronama w stronę Pyskowic/Gliwic Łabęd.
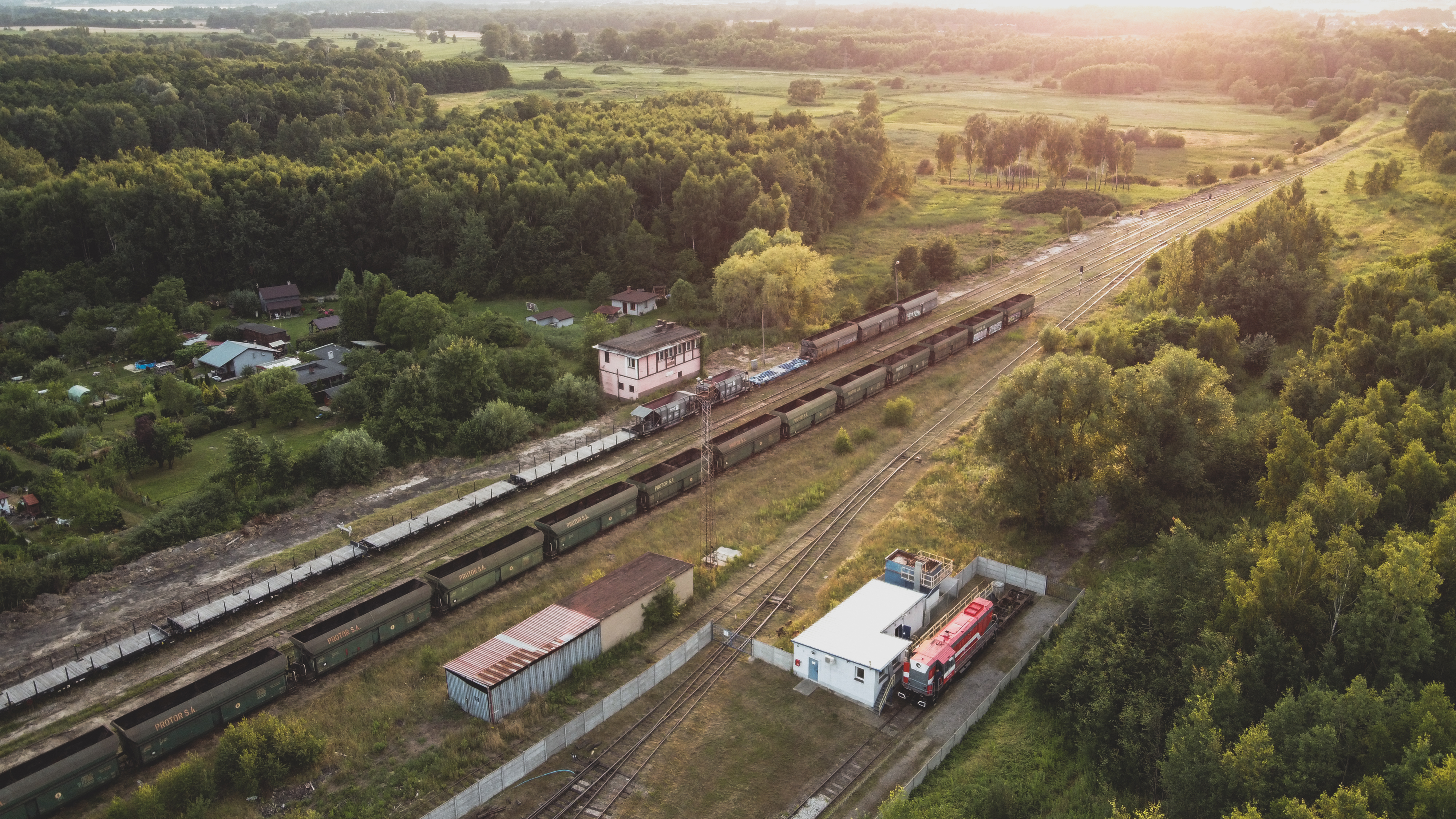
Była stacja kolei piaskowych w Pyskowicach (ul Piaskowa).
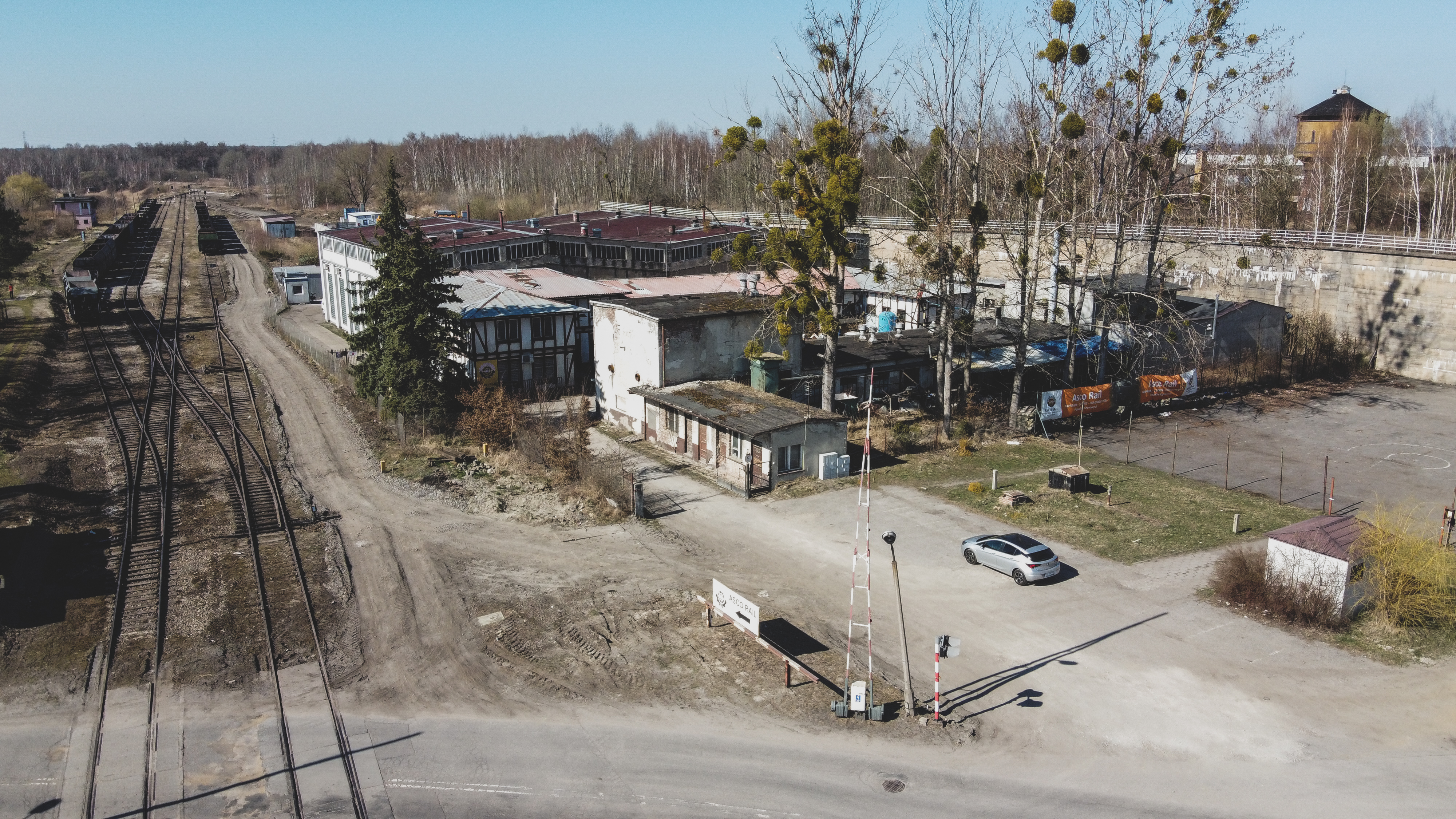
Zakłady naprawy taboru kolejowego ASCO Rail w Pyskowicach (ul Piaskowa).
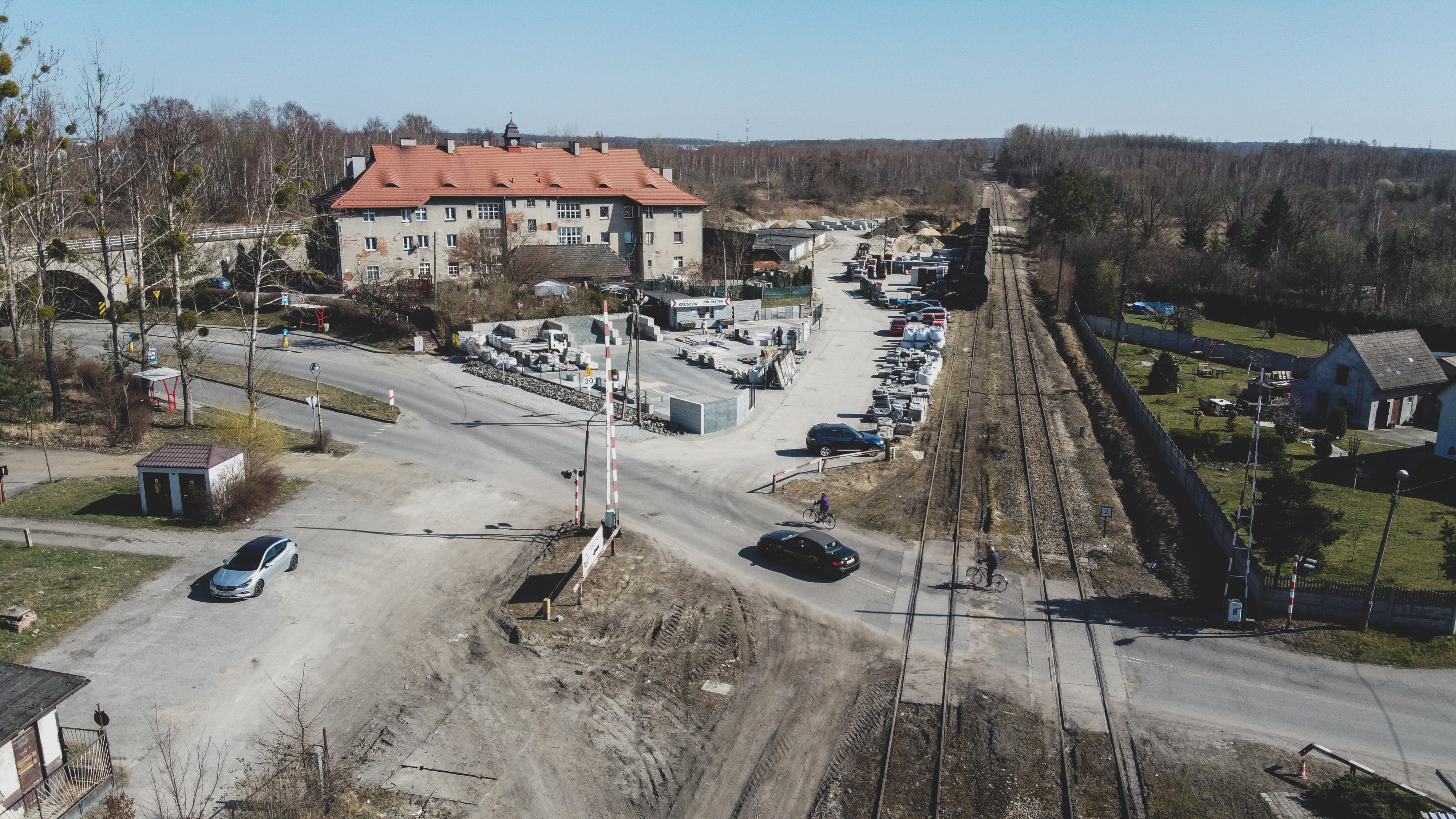
Budynek mieszkalny z czasów prosperity kolei piaskowej w Pyskowicach, ul. Piaskowa 1.
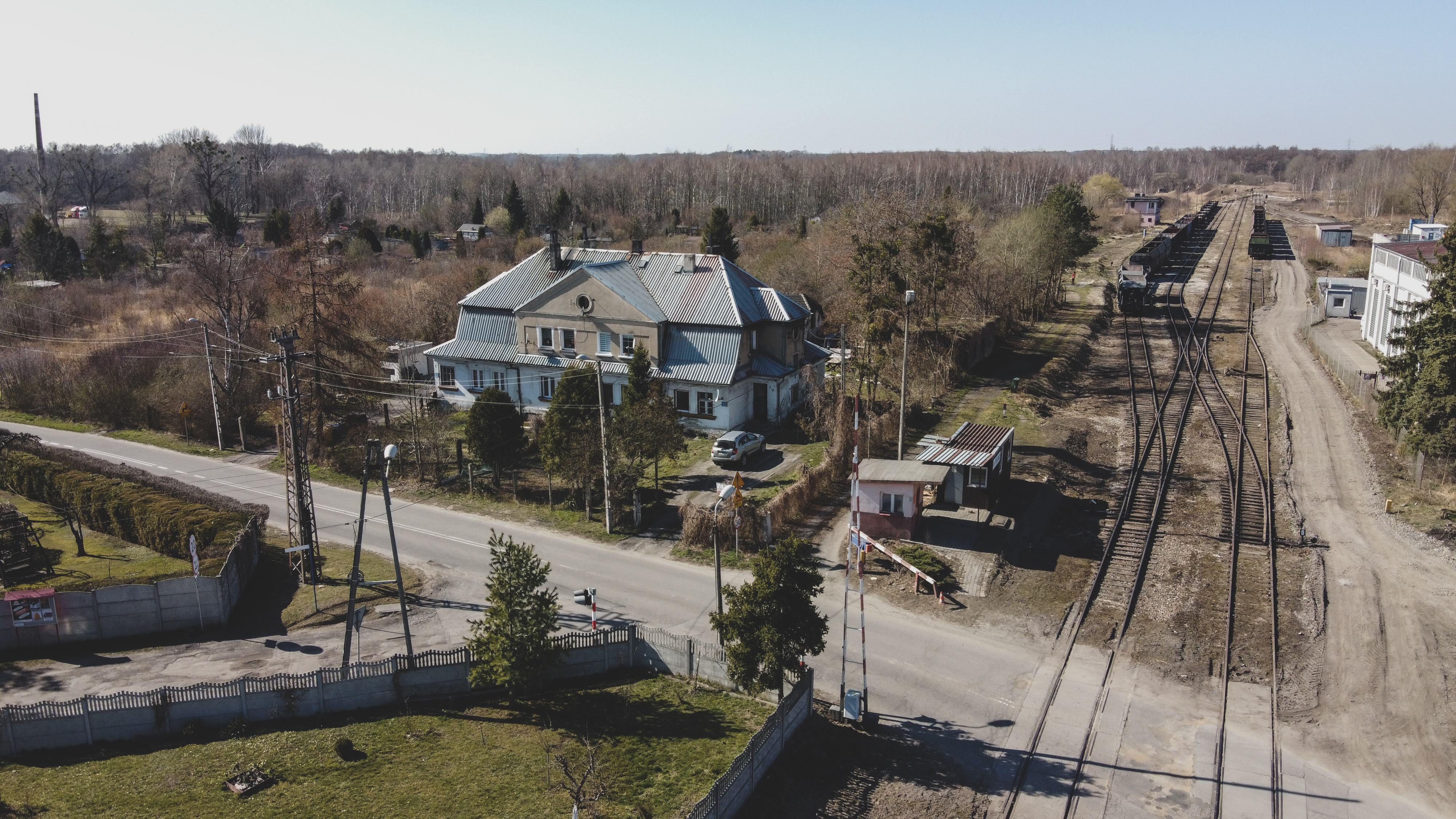
Ulica Piaskowa, widok w stronę dawnej stacji piaskowej w kierunku wyjazdu na Dzierżno.